# Hildegard Lächertová
Hildegard Lächertová (19. března 1920, Berlín – 1995, tamtéž) byla německá zdravotní sestra a ženská dozorkyně (Aufseherin) v několika německých koncentračních táborech během druhé světové války. Známou se stala díky své službě především v koncentračních táborech Ravensbrück, Majdanek a Auschwitz-Birkenau. Po válce byla odsouzena na 27 let za své brutální chování vůči vězňům.

## Biografie
V říjnu 1942 byla Hildegard Lärchertová ve věku 22 let povolána ke službě v Majdanku jako Aufseherin. Když se jí v roce 1944 narodilo třetí dítě, nastoupila službu v táboře Auschwitz-Birkenau. Bezohledná dozorkyně uprchla z tábora v prosinci 1944 před blížící se Rudou armádou. Existují zprávy, že naposled jako dozorkyně pracovala v zadržovacím táboře v severoitalském Bolzanu a v rakouském Mauthausen-Gusenu.
V listopadu 1947 stanula bývalá příslušnice SS společně s dalšími 40 strážnými SS v polském Krakově u takzvaného Auschwitzkého procesu. Lächertová usedla vedle tří bývalých dozorkyň SS Alice Orlowski, Therese Brandlové a Luise Danzové. Kvůli válečným zločinům, které bývalá dozorkyně spáchala v Auschwitzu a Płaszówě byla odsouzena na patnáct let vězení. Propustěna byla v roce 1956. V roce 1975 se německá vláda rozhodla soudit 16 bývalých dozorců SS z koncentračního tábora Majdanek. Lächertová byla, společně Herminou Braunsteinerovou a Alicí Orlowski, jednou z nich. Soudní proces probíhal od 26. listopadu 1975 do 30. června 1981 v Düsseldorfu.
Svědectví dokládající Lächertové sadistické chování byla dlouhá a detailní. Soudem byla nakonec odsouzena k dvanácti letům vězení.
Zemřela v roce 1995 v Berlíně ve věku 75 let.